# 크리어 위키백과

크리어 위키백과는 크리어로 운영되는 위키백과의 다언어판이다. 2004년 8월 28일에 시작되었다. 기호는 cr이다.